# Tecno
Tecno est un ancien constructeur italien de sport automobile, présent en Formule 1 entre 1972 et 1973, mais également dans d'autres disciplines telles que la Formule 3, la Formule 2, la Formule 3000 et le karting.

## Historique

### Les débuts en Formule 3

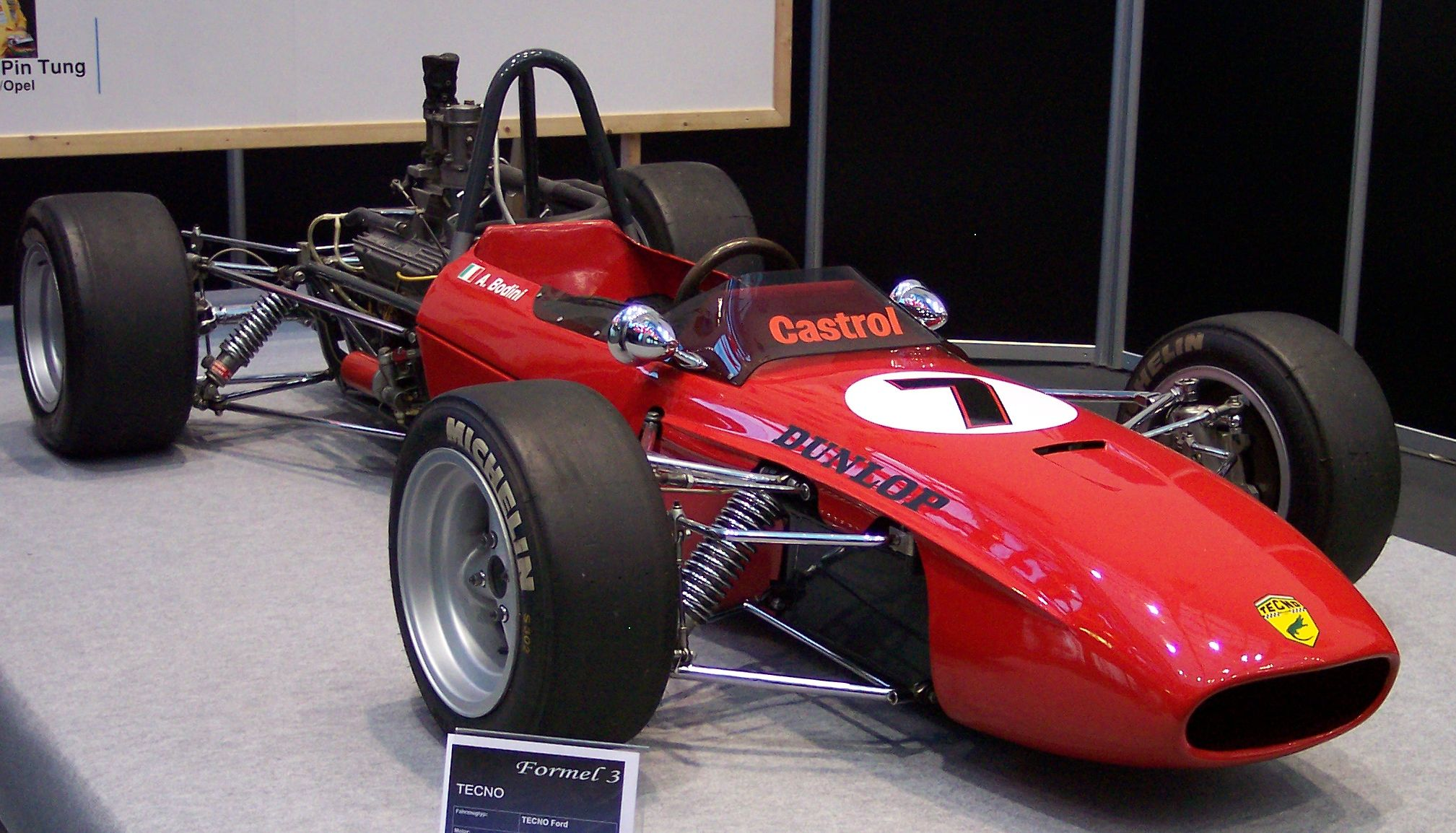
Formule 3 Tecno (1967)

Fondée par les frères Pederzani, la société Tecno est d'abord un fabricant de pompes hydrauliques. En 1961, Tecno se lance dans le sport automobile en construisant des kartings à Bologne sous le nom de Tecnokart. Guido Sala et Susanna Raganelli remportent le championnat du monde de karting trois fois consécutivement, de 1964 à 1966.
Tecno construit son premier châssis de Formule 3 en 1966, engagé essentiellement des courses dans le championnat italien puis, en trois exemplaires, à la Temporada Argentine aux mains de Geki, Carlo Facetti et sa sœur Rosaleda Facetti. Les monoplaces Tecno sont immédiatement reconnaissables à leur forme générale, caractérisée par un cockpit très avancé, une architecture rare qui sera reprise bien plus tard par Khausen et Ligier en Formule 1.
À la mi-saison 1967, Tecno engage Clay Regazzoni qui fait ses débuts en Formule 3.

### Tecno en Formule 2
En 1968, Tecno et Clay Regazzoni s'engagent en Formule 2. L'équipe progresse rapidement puisqu'en 1970, Regazzoni remporte le championnat d'Europe de Formule 2.
En 1971, les pilotes français soutenus par Elf constituent le fer de lance de la firme en Formule 2 : François Cevert, Patrick Depailler, Jean-Pierre Jabouille et François Migault épaulent les Italiens Carlo Facetti et Nanni Galli et les Suisses Silvio Moser et Clay Regazzoni. Si Cevert est longtemps en lutte pour le titre contre Ronnie Peterson, de nombreuses casses moteurs le privent du gain du championnat.
En 1972, quand Tecno quitte officiellement à la Formule 2 pour passer en Formule 1, les frères Pederzani se rapprochent du Néo-Zélandais Alan McCall qui construit sa propre monoplace de Formule 2, la Thui BH2.

### Tecno en Formule 1

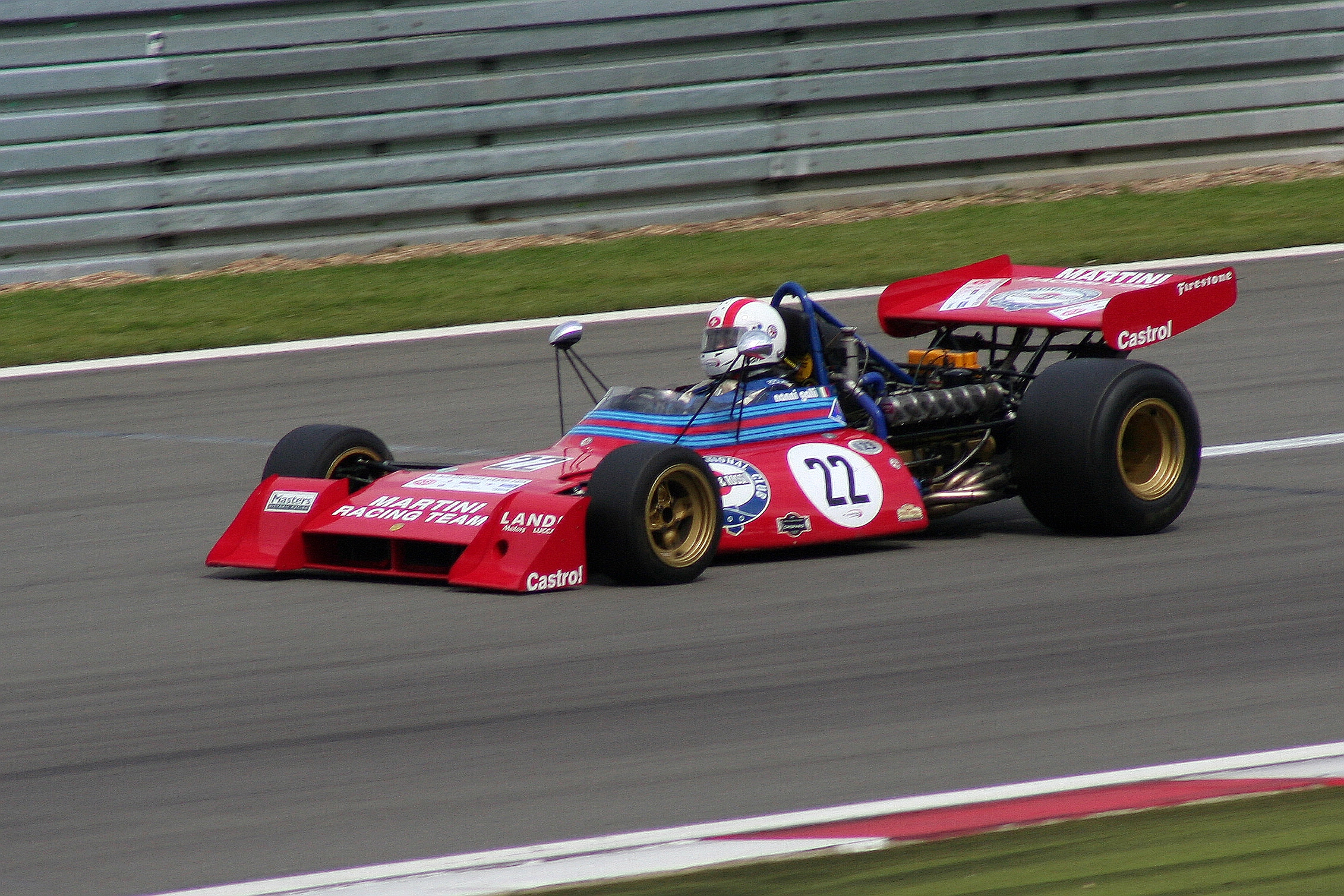
La Tecno PA123/3 de Nani Galli en démonstration au Nürburgring en 2011

Le comte Rossi, propriétaire de Martini & Rossi convainc les frères Pederzani de construire un moteur et un châssis de Formule 1 pour la saison 1972. Deux monoplaces sont construites pour les pilotes Nanni Galli et Derek Bell. La Tecno PA123/3 dispose soit d'un bloc V8 Cosworth (qui ne sera jamais utilisé en Grand prix), soit d'un bloc Tecno Series-P à 12 cylindres à plat. La Tecno PA123/4 n'utilise que le moteur Tecno à douze cylindres.
Les monoplaces se qualifient pour six épreuves : Galli en dispute quatre (dont une au volant de la PA123/4) et Bell deux. Les pilotes abandonnent à cinq reprises et Galli ne franchit le drapeau à damier qu'une seule fois, mais termine non classé, à neuf tours du vainqueur en Autriche. Ron Tauranac, qui vient de revendre son écurie, Brabham Racing Organisation, à Bernie Ecclestone rejoint un temps l'équipe pour tenter d'améliorer les châssis, sans résultat.
En 1973, l'écurie est rebaptisée « Martini Racing », du nom de son partenaire financier. Le comte Rossi met en doute la capacité des frères Pederzani à gérer la conception d'un châssis et la mise au point d'un moteur. Il insiste pour que le châssis soit désormais conçu sous la houlette du directeur de course David Yorke (ancien directeur de courses de John Wyer) et dessiné par Gordon Fowell au sein d'une nouvelle structure basée en Angleterre, dans les ateliers de John Thompson. Le châssis reçoit le nom de code E731, mais est communément appelé GorAl.
Pour autant, les frères Pederzani ne comptent pas totalement abandonner la conception d'un châssis et recrutent le Néo-Zélandais Alan McCall pour faire évoluer le modèle PA123/3 en PA123/6. McCall s'attèle à la tache mais quitte l'équipe avant d'avoir totalement fini la nouvelle monoplace. La concurrence interne pour la conception simultanée de deux monoplaces dans une ambiance délétère compromet le début de saison : Tecno ne participe pas aux quatre premières épreuves de la saison. En Belgique, pour le premier Grand Prix de l'écurie, Chris Amon, au volant de la PA123/6, se classe sixième et inscrit le premier point de son écurie. La situation devient de plus en plus tendue car le comte Rossi veut absolument faire courir le châssis GorAl qu'Amon trouve impossible à conduire. De fait, celui-ci ne sera jamais aligné en course. Pour autant, Amon ne parvient à se qualifier qu'à trois autres reprises durant la saison, et n'inscrit aucun nouveau point, abandonnant à chaque fois sur problème mécanique.
L'équipe se classe onzième du championnat du monde des constructeurs et quitte le championnat du monde à l'issue de la saison.

## Moteur Tecno de Formule 1
Moteur engagé en 1972 et 1973 :
- 12 cylindres à plat ;
- 2 995 cm3 de cylindrée ;
- 4 arbres à cames en tête ;
- 4 soupapes par cylindres ;
- Injection directe ;
- Puissance de 470 ch à  11 000 tr/min.

## Résultats en championnat du monde de Formule 1
| Saison | Écurie              | Châssis                     | Moteur                           | Pneus     | Pilotes                | Grands Prix disputés | Points inscrits | Classement |
| ------ | ------------------- | --------------------------- | -------------------------------- | --------- | ---------------------- | -------------------- | --------------- | ---------- |
| 1972   | Martini Racing Team | Tecno PA123/3 Tecno PA123/4 | Tecno 12 à plat Ford-Cosworth V8 | Firestone | Nanni Galli Derek Bell | 6                    | 0               | Non classé |
| 1973   | Martini Racing      | Tecno PA123/6               | Tecno 12 à plat                  | Firestone | Chris Amon             | 4                    | 1               | 11e        |

## Crédit d'auteurs
- (en) Cet article est partiellement ou en totalité issu de l’article de Wikipédia en anglais intitulé « Tecno (motorsport) » (voir la liste des auteurs).